# Yank Lawson
John Rhea „Yank“ Lawson (* 3. Mai 1911 in Trenton (Missouri); † 18. Februar 1995 in Indianapolis) war ein US-amerikanischer Jazz-Trompeter des Dixieland Jazz und Swing.
Lawson spielte zunächst Saxophon und Klavier und spielte mit lokalen Bands an der University of Missouri und um Shreveport in Louisiana. Er war von 1933 bis 1934 im Orchester von Ben Pollack, 1935 bei Will Osborne und im selben Jahr eines der Gründungsmitglieder des „Bob Crosby Orchestra“ (einer „Cooperative Band“, das heißt alle Musiker waren beteiligt). Mit ihm und seinen Bobcats machte er auch viele Aufnahmen in der Zeit von 1935 bis 1938. Um 1938/39 spielte er bei Tommy Dorsey, 1941/42 (und in vielen Reunions ab den 1950er Jahren) wieder mit Bob Crosby und 1942 mit Benny Goodman.
Danach arbeitete er als Studiomusiker, für Radio- und TV-Stationen und mit eigenen Dixieland-Bands wie der „Lawson-Haggart Band“ mit Bob Haggart, mit der er in den 1950er Jahren aufnahm. Die wichtigsten Musiker dieser Band waren Lou McGarity (tb), Cliff Leeman (dr), Billy Butterfield (tp) und Peanuts Hucko (cl); sie spezialisierte sich auf neue Interpretationen älterer Jazztitel, wie Jelly Roll's Jazz, King Olivers's Jazz. Am erfolgreichsten war das Album South of the Mason-Dixon Line von 1953.
Im Jahr 1957 nahm er mit Louis Armstrong für dessen „Musical Autobiography“ bei Decca auf. In den 1960er Jahren hatte er eine eigene Band (1962), spielte er regelmäßig mit Peanuts Hucko bei Eddie Condon (in dessen Club in New York 1964–1966) und auf einer Fernost-Tournee mit Bob Crosby, bevor er 1969 mit anderen (Bob Wilber, Bob Haggart u. a.) die The World’s Greatest Jazz Band gründete, die etwa zehn Jahre Bestand hatte. Auch danach spielte Lawson weiter mit Haggart und hatte bis zu seinem Tod eine dominierende Stellung in der Dixieland-Szene.